# Хворостени
Хворостени — (біл. вёска Хворасцяны), село (веска) в складі Логойського району розташоване в Мінській області Білорусі, підпорядковане Каміньській сільській раді.
Село Хворостени розташоване в центральних районах Білорусі, в північній частині Мінської області - орієнтовне розташування [Архівовано 25 грудня 2018 у Wayback Machine.].